# 37117 Narcissus
37117 Narcissus è un asteroide centauro. Scoperto nel 2000, presenta un'orbita caratterizzata da un semiasse maggiore pari a 6,8862868 UA e da un'eccentricità di 0,5530075, inclinata di 13,80199° rispetto all'eclittica.